# アンドレ・ウィナー
アンドレ・ウィナー（Andre Winner、1981年9月11日 - ）は、グレナダの男性総合格闘家。セントジョージズ出身。イギリス・イングランド在住。チーム・ラフハウス所属。

## 来歴
イギリス人の父親とアフリカ系カリブ人の母親の間にグレナダ・セントジョージズで生まれ、7歳で家族とともにイングランド・レスターに移住した。16歳から極真空手を始め、2006年7月15日に総合格闘技デビュー。
2009年、The Ultimate Fighterのシーズン9にライト級選手として参加。チーム・イギリス入りを賭けた1回戦ではガリー・ケリーに1RにパウンドでTKO勝ち。2回戦ではサンチノ・デフランコに1RにパウンドでTKO勝ち。準決勝ではキャメロン・ダラーに1Rに三角絞めで一本勝ちで決勝進出を決めた。6月20日、The Ultimate Fighter: United States vs. United Kingdom Finaleで行われた決勝では同じチーム・イギリスのロス・ピアソンと対戦し、判定負けで準優勝となった。
2009年11月14日、UFC 105でローランド・デルガドと対戦し、右フックで失神KO勝ち。
2010年3月31日、UFC Fight Night: Florian vs. Gomiでハファエロ・オリヴェイラと対戦し、3-0の判定勝ちを収めた。8月28日、UFC 118でニック・レンツと対戦し、0-3の判定負けを喫した。11月13日、UFC 122でデニス・シヴァーと対戦し、チョークスリーパーで一本負けを喫した。

## 戦績

### プロ総合格闘技
| 総合格闘技 戦績 | 総合格闘技 戦績 | 総合格闘技 戦績 | 総合格闘技 戦績 | 総合格闘技 戦績 | 総合格闘技 戦績 | 総合格闘技 戦績 |
| --------------- | --------------- | --------------- | --------------- | --------------- | --------------- | --------------- |
| 21 試合         | (T)KO           | 一本            | 判定            | その他          | 引き分け        | 無効試合        |
| 13 勝           | 2               | 3               | 8               | 0               | 1               | 0               |
| 7 敗            | 0               | 2               | 5               | 0               | 1               | 0               |

| 勝敗 | 対戦相手                 | 試合結果                         | 大会名                                                                                      | 開催年月日     |
| ×    | ロブ・シンクレア         | 5分5R終了 判定1-2                | BAMMA 10: Sinclair vs. Winner 【BAMMA世界ライト級タイトルマッチ】                           | 2012年9月15日  |
| ○    | ディエゴ・ゴンザレス     | 5分3R終了 判定3-0                | BAMMA 8: Manuwa vs. Rea                                                                     | 2011年11月10日 |
| ○    | ジェイソン・ボール       | 5分3R終了 判定3-0                | BAMMA 7: Trigg vs. Wallhead                                                                 | 2011年9月10日  |
| ×    | アンソニー・ヌジョクアニ | 5分3R終了 判定0-3                | UFC 132: Cruz vs. Faber                                                                     | 2011年7月2日   |
| ×    | デニス・シヴァー         | 1R 3:37 チョークスリーパー       | UFC 122: Marquardt vs. Okami                                                                | 2010年11月13日 |
| ×    | ニック・レンツ           | 5分3R終了 判定0-3                | UFC 118: Edgar vs. Penn 2                                                                   | 2010年8月28日  |
| ○    | ハファエロ・オリヴェイラ | 5分3R終了 判定3-0                | UFC Fight Night: Florian vs. Gomi                                                           | 2010年3月31日  |
| ○    | ローランド・デルガド     | 1R 3:22 KO（右フック）           | UFC 105: Couture vs. Vera                                                                   | 2009年11月14日 |
| ×    | ロス・ピアソン           | 5分3R終了 判定0-3                | The Ultimate Fighter: United States vs. United Kingdom Finale 【ライト級トーナメント 決勝】 | 2009年6月20日  |
| △    | アブドゥル・モハメッド   | 5分3R終了 ドロー                 | Cage Warriors: Enter The Rough House 7                                                      | 2008年7月12日  |
| ×    | ベンディ・カシミール     | 5分3R終了 判定0-2                | Cage Warriors: Enter The Rough House 6                                                      | 2008年4月19日  |
| ○    | マリオ・ステイペル       | 5分3R終了 判定3-0                | FX3: England vs. Germany 【FX3ライト級タイトルマッチ】                                      | 2007年11月24日 |
| ○    | AJ・ウェン               | 5分3R終了 判定3-0                | Cage Warriors: Enter The Rough House 4                                                      | 2007年10月14日 |
| ○    | ダニエル・トーマス       | 5分3R終了 判定3-0                | Cage Warriors: Enter The Rough House 3                                                      | 2007年7月21日  |
| ○    | エイダン・マロン         | 5分3R終了 判定3-0                | FX3: Fight Night 5 【FX3ライト級王座決定戦】                                                | 2007年7月7日   |
| ×    | グレッグ・ローラン       | 2R 3:52 フロントチョーク         | Cage Warriors: Enter The Rough House 2                                                      | 2007年4月28日  |
| ○    | ウェズリー・フェリックス | 5分3R終了 判定2-1                | FX3: Fight Night 4                                                                          | 2007年3月10日  |
| ○    | サミ・ベリック           | 3R TKO（パンチ連打）             | Cage Rage Contenders 3                                                                      | 2006年11月12日 |
| ○    | ポール・クーパー         | 2R 1:50 三角絞め                 | Cage Warriors: Showdown                                                                     | 2006年9月16日  |
| ○    | ジェフ・ローソン         | 2R 1:26 ギブアップ（目の負傷）   | Cage Rage Contenders 2                                                                      | 2006年8月20日  |
| ○    | デニス・ベナヴィシャス   | 1R 2:21 ギブアップ（パンチ連打） | FX3: Full Contact Fight Night 3                                                             | 2006年7月15日  |

### アマチュア総合格闘技
| 勝敗 | 対戦相手             | 試合結果                | 大会名                                                                                 | 開催年月日    |
| ○    | キャメロン・ダラー   | 1R 3:31 三角絞め        | The Ultimate Fighter: United States vs. United Kingdom 【ライト級トーナメント 準決勝】 | 2009年2月23日 |
| ○    | サンチノ・デフランコ | 1R 3:48 TKO（パウンド） | The Ultimate Fighter: United States vs. United Kingdom 【ライト級トーナメント 2回戦】  | 2009年2月3日  |
| ○    | ガリー・ケリー       | 1R 1:48 TKO（パウンド） | The Ultimate Fighter: United States vs. United Kingdom 【ライト級トーナメント 1回戦】  | 2009年        |

## 獲得タイトル
- FX3ライト級王座（2007年）

## 表彰
- ブラジリアン柔術 青帯